# NGC 2060
NGC 2060 es un remanente de supernova con un cúmulo abierto incrustado, localizada en las afueras de la nebulosa de la Tarántula en la Gran Nube de Magallanes. Fue descubierto por John Herschel en 1836. Tiene aproximadamente 10 millones de años con una de las superburbujas de la nebulosa de la Tarántula.
el resto de supernova también se designa N157B en el catálogo Henize que es una larga zona de nubosidad y gran emisión de radio. Se formó 5000 años antes aproximadamente. En 1998 un púlsar (llamado PSR J0537-6910), fue descubierto con la rápida rotación de 16 milisegundos casi el mismo tiempo, muy parecido al resto de supernova. VTFS 102 es una supergigante azul también cerca descubierto con NGC 2060.